# Liga de Educação Nacional
A Liga de Educação Nacional foi uma organização cívica, fundada em Lisboa no ano de 1908, voltada para a promoção da educação popular. A Liga seria estruturada no território português em juntas regionais e locais. com delegações nos territórios estrangeiros onde existissem colónias de portugueses.
A Liga resultou dos trabalhos da Academia de Estudos Livres e tinha como objectivo contribuir para que Portugal pela utilização metódica dos recursos próprios e das boas relações internacionais, possa atingir o seu máximo valor moral e político e realizar o máximo de condições favoráveis à plena expansão das actividades individuais através da organização sobre uma base científica a educação nacional, e fazer penetrar o espírito da cultura moderna em toda a sociedade portuguesa. Os meios de acção a utilizar seriam as exposições, congressos, publicações, centros de estudo e intercâmbios nacionais e internacionais.